# Angles (Alpes-de-Haute-Provence)
Angles település Franciaországban, Alpes-de-Haute-Provence megyében. Lakosainak száma 70 fő (2022. január 1.). Angles Allons, Saint-André-les-Alpes, Saint-Julien-du-Verdon és Vergons községekkel határos.

## Népesség
A település népességének változása:
| Lakosok száma | 57   | 65   | 56   | 71   | 65   | 64   | 68   | 67   | 67   | 70   |
|               | 1968 | 1982 | 1990 | 2006 | 2013 | 2015 | 2017 | 2019 | 2020 | 2022 |